# Шершень, Владислав Александрович
Владисла́в Алекса́ндрович Ше́ршень (укр. Владислав Олександрович Шершень; 13 января 2006, Киев) — украинский футболист, защитник ковалёвского «Колоса».

## Клубная карьера
Родился в Киеве. В ДЮФЛУ с 2019 по 2021 год выступал за столичные «Арсенал-Киев» и ФЦ «АФрсенал», а также за «Колос». После начала полномасштабного вторжения покинул Украину, тренировался с итальянским «АСД Серилдокс Камизано». В начале октября 2022 года вернулся в «Колос», в составе которого выступал в юношеском чемпионате Украины. Впервые в заявку первой команды «кузнецов» попал 16 августа 2024 года на проигранный (0:1) выездной поединок 3-го тура Премьер-лиги Украины против одесского «Черноморца», но просидел все 90 минут на скамейке запасных. На профессиональном уровне дебютировал за «Колос» 31 августа 2024 года в проигранном (1:2) выездном поединке 5=го тура Премьер-лиги Украины против «Александрии». Владислав вышел на поле в стартовом составе и отыграл весь матч.

## Карьера в сборной
Впервые вызов в юношескую сборную Украины (U-18) получил 6 сентября 2023 года на проигранный (2:3) товарищеский матч против юношеской сборной США (U-17), но просидел все 90 минут на скамейке запасных. В общей сложности трижды попадал в заявку команды U-18, но ни в одном из матчей на поле не появлялся.
За юношескую сборную Украины (U-19) дебютировал 6 сентября 2024 года в ничейном (2:2) товарищеском поединке против сверстников из Швейцарии. Шершень вышел на поле в стартовом составе и отыграл весь матч.